# 渡邉妙子
渡邉 妙子（わたなべ たえこ、1937年〈昭和12年〉 - 2024年〈令和6年〉2月24日）は、日本の刀剣学者。公益財団法人佐野美術館理事長（前館長）。女性日本刀研究者の先駆けとして知られており、“元祖刀剣女子”とも称されている。

## 経歴

### 前史
1937年（昭和12年）東京府生まれ。東京都立南多摩高等学校（現在の東京都立南多摩中等教育学校）卒業後、1956年（昭和31年）4月に株式会社国連社に就職する。次いで1957年（昭和32年）6月には第一銀行へ入行する。第一銀行では英文タイピストとして従事していたが、周りの男性行員がものすごく優秀であったことから自身も勉強しようと思い大学進学を考える。その上で家に絵や焼き物があったことから将来的に学芸員になろうと考え、慶應義塾大学文学部史学科の通信教育課程へ入学した。
大学では鎌倉時代から室町時代の中世文化を専攻していた。1966年（昭和41年）に慶應義塾大学を卒業したが、当時東京では学芸員の募集が無かった。たまたま文化庁にて11月10日開館準備中の佐野美術館が学芸員の募集をしており、渡邉が採用されたことからオープニングスタッフとして同年8月1日に佐野美術館へ入職する。

### 日本刀との出会い
佐野美術館の開館準備の際に、渡邉は初めて日本刀を目にすることになったが、後に研師の大家として人間国宝に認定される本阿弥日洲より「女が手にすると刀が錆びる」と言われ、刀を持つことが許されなかったことをショックであったと回顧している。渡邉は「かたづける時にどうしましょう」と尋ねたら、日洲は「人を遣わします」と返答した。そうして来た日洲の代理人がどのように刀を手入れをするかなどを見ており、その代理人の粗雑な手入れから渡邉はもう少し丁寧に扱わないといけないと思うと同時に、これでは刀がかわいそうだと固く心に誓った、と述べている。
日本刀の研究のため、古刀の権威とされていた本間順治に師事し、渡邉が刀を手入れする方法を教えてほしいと言ったところ、本間は日洲に電話して、日洲より刀の手入れ方法を教えてもらえるよう手配してくれた。こうして渡邉は、日洲の妻も入れたことが無かった研磨の仕事場に案内してもらい、懇切丁寧に本阿弥家の伝統的な手入れ方法を教えて頂いたと述べている。

### 佐野美術館での活動
その後、1978年（昭和53年）には副館長へ昇進し、1987年（昭和62年）には博物館運営企画分野にて静岡県文化奨励賞を受賞する。また、学芸員職の傍ら1994年（平成6年）1月から2015年（平成27年）12月にかけて静岡県文化財保護審議会委員に任命され、うち8年間は副会長を務めた。後に長年にわたる県文化財保護審議会委員による活動が、地域文化の振興に貢献したとして2019年（令和元年）度地域文化功労者として表彰された。その後2000年（平成12年）6月には館長に就任し、2019年（令和元年）6月には館長職を退き、公益財団法人佐野美術館理事長となった。
2024年2月24日、病気により死去。86歳没。訃報は佐野美術館の公式サイトや公式Xアカウント及び朝日新聞より同月26日に発表された。

## 著書

### 単著
- 『日本刀は素敵』（改訂版）ワック、2016年10月17日。ISBN 978-4898317433。 NCID BB23185675。
- 『名刀と日本人: 刀がつなぐ日本史』東京堂出版、2012年12月10日。ISBN 978-4490208092。 NCID BB11451556。

### 共著
- （太田新之介との共著）『三百年生きる木造美術館づくり : 佐野美術館の挑戦』静岡新聞社、2003年8月。ISBN 4783822026。 NCID BA6545934X。
- （住麻紀との共著）『日本刀の教科書』東京堂出版、2014年10月。ISBN 978-4490208771。 NCID BB17118855。

### 監修
- 秋葉山本宮秋葉神社 編『秋葉山本宮秋葉神社の刀剣』秋葉山本宮秋葉神社、1999年8月。 NCID BA42968490。
- （原田一敏との共監修）『名刀大全』小学館、2020年1月。ISBN 978-4096823040。 NCID BB29778137。